# Louis-Jean-Frédéric Guyot
Louis-Jean Guyot (7 de julho de 1905, em Bordeaux, na França - 1º de agosto de 1988, em Bordeaux ) foi cardeal da Igreja Católica e arcebispo de Toulouse, de 1966 a 1978.
Em 1935, Guyot obteve um doutorado em teologia sagrada da Pontifícia Universidade de Santo Tomás de Aquino, Angelicum, com uma dissertação intitulada L'incorporation au Christ par les sacrificements d'Après la doctrine de st. Thomas.
Ele foi nomeado cardeal em 1973 pelo Papa Paulo VI, nomeado cardeal-sacerdote de Sant'Agnese fuori le mura.
Ele participou do Conclave de agosto de 1978, que elegeu o Papa João Paulo I, e no Conclave de outubro de 1978, que elegeu o Papa João Paulo II.